# Eleições legislativas na Áustria em 1966
As eleições legislativas austríacas de 1966 foram realizadas a 6 de Março. Os resultados deram ao Partido Popular Austríaco a maioria absoluta, algo que nenhum partido tinha conseguido desde 1945. Apesar da maioria absoluta, o Partido Popular Austríaco queria continuar coligado com o Partido Socialista da Áustria, mas, quando as negociações falharam, decidiu formar um governo sozinho, algo inédito na Áustria .

## Resultados Oficiais
| Partido                      | Partido                          | Votos     | %               | +/-   | Deputados | +/-     |
| ---------------------------- | -------------------------------- | --------- | --------------- | ----- | --------- | ------- |
|                              | Partido Popular                  | 2 191 109 | 48,35 / 100,00  | 2,92  | 85 / 165  | 4       |
|                              | Partido Socialista               | 1 928 985 | 42,56 / 100,00  | 1,44  | 74 / 165  | 2       |
|                              | Partido da Liberdade             | 242 570   | 5,35 / 100,00   | 1,69  | 6 / 165   | 2       |
| Barreira Eleitoral dos 4,00% |                                  |           |                 |       |           |         |
|                              | Partido Democrático Progressista | 148 528   | 3,28 / 100,00   | Novo  | 0 / 165   | Novo    |
|                              | Partido Comunista                | 18 636    | 0,41 / 100,00   | 2,63  | 0 / 165   | Estável |
|                              | Partido Liberal                  | 1 571     | 0,35 / 100,00   | Novo  | 0 / 165   | Novo    |
|                              | Partido Marxista-Leninista       | 486       | 0,01 / 100,00   | Novo  | 0 / 165   | Novo    |
| Votos inválidos              | Votos inválidos                  | 52 085    | 1,14 / 100,00   | 0,03  |           |         |
| Total                        | Total                            | 4 583 970 | 100,00 / 100,00 |       | 165 / 165 |         |
| Eleitorado/Participação      | Eleitorado/Participação          | 4 886 818 | 93,80 / 100,00  | 0,03  |           |         |
| Fonte                        | Fonte                            | [ 2 ]     | [ 2 ]           | [ 2 ] | [ 2 ]     | [ 2 ]   |